# Jan Albertrandy
Jan Albertrandy, född 7 december 1731 och död 10 augusti 1808, var en polsk historiker.
Albertrandy var kustod för antikvitetskabinettet i Warszawa och bibliotekarie hos kung Stanislaus II August. Han sändes av kungen 1782 till Rom för att i Vantikanarkivet avskriva källor till Polens historia. Albertrandy insamlade en mängd excerpter och förvärvade åt kungen många antikviteter från Herculaneum och Pompeji. Han sändes därefter till Stockholm och Uppsala och verkställde även här viktiga avskrifter, blev efter hemkomsten adlad och utnämnd till biskop. Resultaten av Albertrandys samlarverksamhet framkom först efter hans död i arbeten om Henrik av Valois och Stefan Batorys regeringstid (1823); Kasimir IV:s, Jan Alberts och Alexanders (två band, 1826-27) och Vladislav Jagellos (1845). Albertrandys arbeten är viktiga på grund av materialets rikedom en ofta bristfälliga i fråga om bearbetning.